# 道の駅すくも
道の駅すくも（みちのえき すくも）は、高知県宿毛市にある国道321号の道の駅である。

## 主な施設
- 駐車場
  - 普通車：48台
  - 大型車：5台
- トイレ
  - 男：17器
  - 女：9器
  - 身障者用：1器
- 公衆電話
- レストラン
- 軽食コーナー
- 特産品販売所
- 観光案内所（宿毛市観光協会）

## 休館日
- 無休

## 周辺
- 宿毛歴史館
- 宿毛湾